# Commodore International

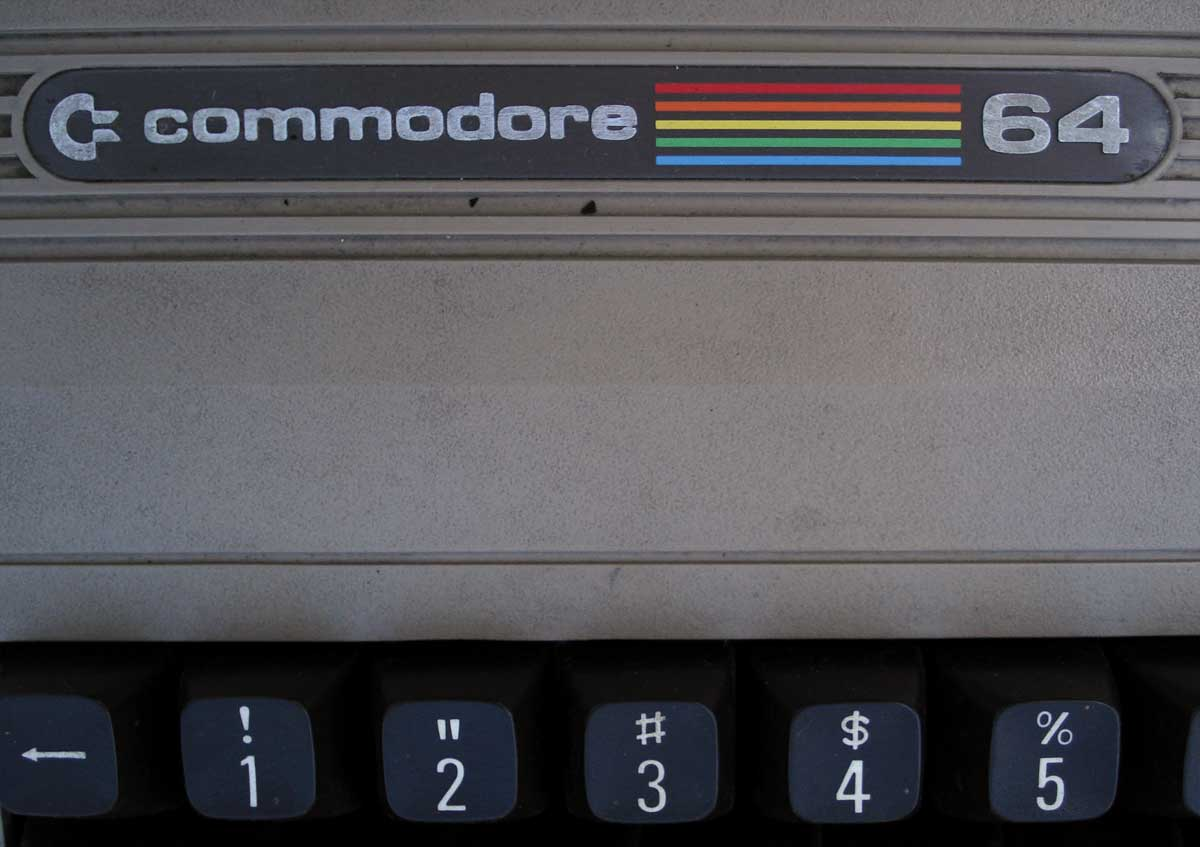
Logotip de Commodore en un Commodore 64.

Commodore, el nom generalment utilitzat per Commodore International, va ser una empresa d'electrònica estatunidenca establerta a West Chester, Pennsilvània.

## Història
Fundada el 1954 per Jack Tramiel, Commodore era una empresa familiar que manufacturava màquines d'escriure. A principis dels 70s el Japó manufacturava màquines d'escriure més barates que les que es produïen a estats Units, de manera que van abandonar el negoci de les màquines d'escriure i van adoptar el negoci de les calculadores. Amb l'aparició dels microprocessadors de primera generació, el preu de les calculadores va caure i el Japó tornava a produir més barat. L'any 1976 Commodore va adquirir MOS Technologies, que es dedicaven a produir circuits integrats i el microprocessador 6502. Aquesta adquisició incloïa estocs de MOS i personal que es va unir a les files de Commodore. Aquell mateix any, Chuck Peedle, un enginyer de MOS i dissenyador del microprocessador 6502, va convèncer Jack Tramiel, el fundador de Commodore, que el mercat de les calculadores estava perdut i que la nova ruta de l'empresa havia d'ésser el desenvolupament d'ordinadors. Tramiel autoritzà Peedle per desenvolupar un microordinador.

### Commodore PET
Peedle usà com a base l'ordinador kit que havia desenvolupar per MOS, el KIM-1, i el dotà de teclat alfanumèric, pantalla de 9 polzades, emmagatzematge de cassette i dos ports IEEE-488. El resultat fou el Commodore PET 2001, el primer microordinador comercial complet. Dit ordinador usava el Microsoft Basic 1.0 com a sistema operatiu en ROM i comptava amb una memòria d'entre 4 i 8 Kb de RAM. Tot i el seu èxit inicial, els usuaris no els va agradar el teclat de xiclet que usava el PET.
Això va portar a la segona iteració de la línia PET, la línia 3000; amb una pantalla de fòsfor verd en comptes de blau, teclat mecànic (la sèrie B de negoci, i la sèrie N amb caràcters gràfics), el datassette extern i el Microsoft Basic 2.0. Aquesta segona versió no diferia massa en la placa base respecte el PET 2001, excepte que ara es comercialitzava amb 8Kb, 16Kb i 32Kb de memòria RAM. Aquesta va ser la primera línia de PETs en comercialitzar-se fora dels Estats Units sota el nom de CBM en comptes de PET.
Per intentar mantenir-se en el mercat professional, Commodore va dotar el Commodore PET d'una pantalla de 80 columnes respecte les 40 que tenia. Això comportava usar una pantalla de 12 polzades i un controlador de CRT 6545. Aquest canvi, tot i que fou beneficiós en un principi, va portar incompatibilitat en molts programes que usaven una instrucció per accelerar l'escriptura en pantalla. En la nova línia de PETs dita instrucció podia provocar danys físics a la pantalla. Commodore comercialitzà aquesta nova generació de PETs com a CBM series 4000 i 8000. En les dues sèries les plaques són iguals, però uns jumpers determinen si el controlador CRT escriu 40 o 80 columnes, a més que la sèrie 4000 usà teclat gràfic mentre que la sèrie 8000 usà teclat professional. El microsoft Basic usat en ambdues sèries fou el Microsoft Basic 4.0, i es comercialitzaren amb 8, 16 i 32Kb de RAM. Més endavant el 8032 (sèrie 8000 de negoci, 32Kb de RAM) fou ampliat amb 64Kb de RAM addicionals, comercialitzat com a 8096; la seva versió millorada com a 8296.

### Commodore VIC-20
Tot i l'èxit del PET en l'àmbit professional, l'objectiu de Tramiel era introduir un ordinador a cada casa. Després de la introducció de l'Apple II, Commodore buscava construir un ordinador en color que fos econòmic. Tot i que es van equipar prototips de PET amb dispositius i pantalles que aconseguien sortida en color, Commodore volia desvincular-se del PET, i l'any 1980 van crear un ordinador en color anomenat VIC-20. Aquest ordinador tenia 16 Kb de RAM, Basic 2.0 i 16 colors proporcionats per la VIC, el circuit integrat que gestiona les entrades i sortides analògiques de la màquina. El VIC-20 va ser el primer ordinador en vendre més d'un milió d'unitats, sent 3.1 durant tota la seva vida comercial.

### Commodore 64
Després de l'èxit del VIC-20, Commodore comercialitzà el Commodore 64 (C64) l'any 1982, amb 64Kb de RAM i la VIC-2 com a xip de vídeo. El Commodore es convertí en el microordinador més venut de tots els temps, tot i que hi ha discrepància en les xifres, s'estima que es vengueren entre 17 i 30 milions d'unitats en tota la seva vida comercial. L'any 1984 Jack Tramiel abandonà la companyia, fet que comportaria un canvi de rumb a la companyia.

### Dissolució i refundació
La fallida de l'empresa ha estat declarada el 1994, però des de llavors, van haver moltes temptatives de reviure els seus sistemes Amiga. L'empresa va ressorgir a meitat del 2000, després d'unes quantes fusions amb Yeahronimo Media Ventures Inc., SATXS Communications BV i Tulip Computers.

## Línia de productes

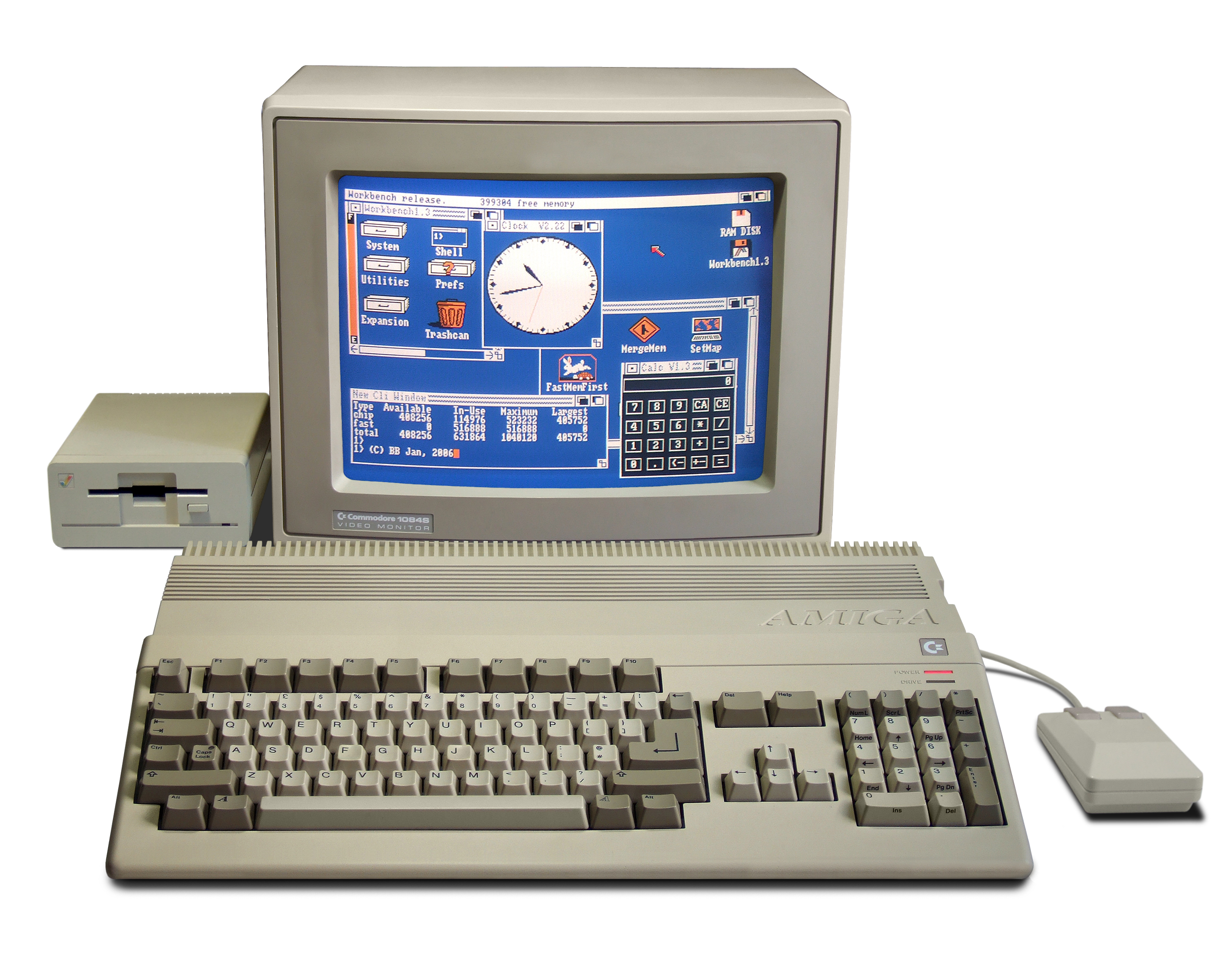
Commodore Amiga 500 (1987).

### Ordinadors de 8 bits
- KIM-1 (estocs antics produïts per MOS Technology)
- Commodore PET
- Commodore VIC-20 (VC-20 a Alemanya; rarament com a VIC-21; VIC-1001 al Japó)
- Commodore 64 (64 "panera", 64c, 64g)
- Commodore SX64
- Commodore 128 (també com a 128B)
- Commodore MAX Machine
- Commodore 16
- Commodore 116
- Commodore Plus/4

### Videoconsoles de 8 bits
- Commodore GS64

### Ordinadors de 16/32 bits
- Amiga

### Perifèrics
- Commodore Datassette 1530
- Commodore Datassette 1531
- CBM 4040
- CBM 8050
- CBM 8250
- Commodore 1541